# Världscupen i skidskytte 2024/2025
Världscupen i skidskytte 2024/2025 inleddes den 30 november 2024 i Kontiolax i Finland och avslutas den 23 mars 2025 i Oslo i Norge.
Regerande mästare i den totala världscupen från säsongen 2023/2024 är Lisa Vittozzi från Italien och Johannes Thingnes Bø från Norge.

## Tävlingsprogram och resultat

### Damer

#### Individuella tävlingar
| Nr                                                                     | Datum            | Ort                     | Disciplin           | 1:a plats               | 1:a plats | 2:a plats       | 2:a plats | 3:e plats                  | 3:e plats | Ref.   |
| ---------------------------------------------------------------------- | ---------------- | ----------------------- | ------------------- | ----------------------- | --------- | --------------- | --------- | -------------------------- | --------- | ------ |
|                                                                        |                  |                         |                     |                         |           |                 |           |                            |           |        |
| 1                                                                      | 4 december 2024  | Kontiolax               | 12,5 km kortdistans | Lou Jeanmonnot          | 35.52,3 0 | Ella Halvarsson | +12,3 1   | Elvira Öberg               | +56,4 3   | [ 2 ]  |
| 2                                                                      | 7 december 2024  | Kontiolax               | 7,5 km sprint       | Markéta Davidová        | 20.39,7 0 | Elvira Öberg    | +8,8 2    | Suvi Minkkinen             | +11,9 0   | [ 3 ]  |
| 3                                                                      | 8 december 2024  | Kontiolax               | 12,5 km masstart    | Elvira Öberg            | 35.58,6 2 | Julia Simon     | +16,2 2   | Franziska Preuß            | +19,1 2   | [ 4 ]  |
| 4                                                                      | 13 december 2024 | Hochfilzen              | 7,5 km sprint       | Franziska Preuß         | 21.06,0 1 | Sophie Chauveau | +7,7 0    | Karoline Offigstad Knotten | +10,1 0   | [ 5 ]  |
| 5                                                                      | 14 december 2024 | Hochfilzen              | 10 km jaktstart     | Lou Jeanmonnot          | 29.48,5 0 | Vanessa Voigt   | +33,8 0   | Franziska Preuß            | +35,3 3   | [ 6 ]  |
| 6                                                                      | 20 december 2024 | Annecy–Le Grand-Bornand | 7,5 km sprint       | Justine Braisaz-Bouchet | 21.19,2 1 | Franziska Preuß | +1,4 0    | Anamarija Lampič           | +13,7 2   | [ 7 ]  |
| 7                                                                      | 21 december 2024 | Annecy–Le Grand-Bornand | 10 km jaktstart     | Franziska Preuß         | 29.09,9 1 | Julia Simon     | +27,3 2   | Vanessa Voigt              | +44,3 0   | [ 8 ]  |
| 8                                                                      | 22 december 2024 | Annecy–Le Grand-Bornand | 12,5 km masstart    | Selina Grotian          | 38.35,4 1 | Franziska Preuß | +12,7 0   | Paulína Bátovská Fialková  | +35,4 3   | [ 9 ]  |
|                                                                        |                  |                         |                     |                         |           |                 |           |                            |           |        |
| 9                                                                      | 9 januari 2025   | Oberhof                 | 7,5 km sprint       | Paula Botet             | 22.52,8 0 | Maren Kirkeeide | +31,1 1   | Milena Todorova            | +35,0 1   | [ 10 ] |
| 10                                                                     | 11 januari 2025  | Oberhof                 | 10 km jaktstart     | Lou Jeanmonnot          | 31.14,9 1 | Maren Kirkeeide | +18,1 2   | Elvira Öberg               | +26,2 1   | [ 11 ] |
| 11                                                                     | 16 januari 2025  | Ruhpolding              | 15 km distans       | Lou Jeanmonnot          | 41.35,5 0 | Franziska Preuß | +35,7 1   | Amy Baserga                | +43,1 0   | [ 12 ] |
| 12                                                                     | 19 januari 2025  | Ruhpolding              | 12,5 km masstart    | Elvira Öberg            | 33.00,5 0 | Franziska Preuß | +25,0 1   | Jeanne Richard             | +25,4 0   | [ 13 ] |
| 13                                                                     | 23 januari 2025  | Antholz                 | 7,5 km sprint       | Lou Jeanmonnot          | 21.09,5 0 | Selina Grotian  | +7,2 0    | Franziska Preuß            | +16,7 0   | [ 14 ] |
| 14                                                                     | 25 januari 2025  | Antholz                 | 10 km jaktstart     | Lou Jeanmonnot          | 29.44,0 1 | Julia Simon     | +24,1 0   | Franziska Preuß            | +53,6 1   | [ 15 ] |
|                                                                        |                  |                         |                     |                         |           |                 |           |                            |           |        |
| Världsmästerskapen i skidskytte 2025 – Lenzerheide 11–23 februari 2025 |                  |                         |                     |                         |           |                 |           |                            |           |        |
|                                                                        |                  |                         |                     |                         |           |                 |           |                            |           |        |
| 15                                                                     | 7 mars 2025      | Nové Město              | 7,5 km sprint       |                         |           |                 |           |                            |           |        |
| 16                                                                     | 8 mars 2025      | Nové Město              | 10 km jaktstart     |                         |           |                 |           |                            |           |        |
| 17                                                                     | 13 mars 2025     | Pokljuka                | 15 km distans       |                         |           |                 |           |                            |           |        |
| 18                                                                     | 16 mars 2025     | Pokljuka                | 12,5 km masstart    |                         |           |                 |           |                            |           |        |
| 19                                                                     | 21 mars 2025     | Oslo                    | 7,5 km sprint       |                         |           |                 |           |                            |           |        |
| 20                                                                     | 22 mars 2025     | Oslo                    | 10 km jaktstart     |                         |           |                 |           |                            |           |        |
| 21                                                                     | 23 mars 2025     | Oslo                    | 12,5 km masstart    |                         |           |                 |           |                            |           |        |

#### Lagtävlingar
| Nr | Datum            | Ort        | Disciplin        | 1:a plats                                                                 | 1:a plats       | 2:a plats                                                                                         | 2:a plats      | 3:e plats                                                                        | 3:e plats     | Ref.   |  |
| -- | ---------------- | ---------- | ---------------- | ------------------------------------------------------------------------- | --------------- | ------------------------------------------------------------------------------------------------- | -------------- | -------------------------------------------------------------------------------- | ------------- | ------ |  |
|    |                  |            |                  |                                                                           |                 |                                                                                                   |                |                                                                                  |               |        |  |
| 1  | 1 december 2024  | Kontiolax  | 4 x 6 km stafett | Sverige Anna Magnusson Sara Andersson Hanna Öberg Elvira Öberg            | 1:17.09,0 (1+6) | Frankrike Lou Jeanmonnot Justine Braisaz-Bouchet Sophie Chauveau Julia Simon                      | +29,0 (1+9)    | Norge Juni Arnekleiv Karoline Knotten Maren Kirkeeide Ingrid Landmark Tandrevold | +41,6 (1+9)   | [ 16 ] |  |
| 2  | 15 december 2024 | Hochfilzen | 4 x 6 km stafett | Tyskland Vanessa Voigt Julia Tannheimer Selina Grotian Franziska Preuß    | 1:16.13,7 (0+4) | Frankrike Julia Simon Justine Braisaz-Bouchet Sophie Chauveau Lou Jeanmonnot                      | +1.05,7 (1+13) | Sverige Anna Magnusson Anna-Karin Heijdenberg Ella Halvarsson Elvira Öberg       | +1.31,8 (1+6) | [ 17 ] |  |
| 3  | 18 januari 2025  | Ruhpolding | 4 x 6 km stafett | Tyskland Stefanie Scherer Selina Grotian Sophia Schneider Franziska Preuß | 1:07.47,6 (0+4) | Norge Karoline Offigstad Knotten Juni Arnekleiv Maren Kirkeeide Ragnhild Femsteinevik             | +17,4 (0+10)   | Frankrike Paula Botet Océane Michelon Justine Braisaz-Bouchet Julia Simon        | +25,8 (1+7)   | [ 18 ] |  |
| 4  | 26 januari 2025  | Antholz    | 4 x 6 km stafett | Sverige Johanna Skottheim Ella Halvarsson Anna Magnusson Hanna Öberg      | 1:07.26,0 (0+6) | Norge Karoline Offigstad Knotten Ragnhild Femsteinevik Maren Kirkeeide Ingrid Landmark Tandrevold | +13,4 (0+7)    | Frankrike Jeanne Richard Lou Jeanmonnot Océane Michelon Julia Simon              | +23,6 (0+8)   | [ 19 ] |  |
| 5  | 9 mars 2025      | Nové Město | 4 x 6 km stafett |                                                                           |                 |                                                                                                   |                |                                                                                  |               |        |  |

### Herrar

#### Individuella tävlingar
| Nr                                                                     | Datum            | Ort                     | Disciplin         | 1:a plats              | 1:a plats | 2:a plats              | 2:a plats | 3:e plats            | 3:e plats | Ref.   |
| ---------------------------------------------------------------------- | ---------------- | ----------------------- | ----------------- | ---------------------- | --------- | ---------------------- | --------- | -------------------- | --------- | ------ |
|                                                                        |                  |                         |                   |                        |           |                        |           |                      |           |        |
| 1                                                                      | 3 december 2024  | Kontiolax               | 15 km kortdistans | Endre Strømsheim       | 38.08,8 0 | Johannes Thingnes Bø   | +3,0 1    | Sturla Holm Lægreid  | +24,2 0   | [ 20 ] |
| 2                                                                      | 6 december 2024  | Kontiolax               | 10 km sprint      | Émilien Jacquelin      | 23.03,1 0 | Sebastian Samuelsson   | +18,9 1   | Philipp Nawrath      | +25,1 0   | [ 21 ] |
| 3                                                                      | 8 december 2024  | Kontiolax               | 15 km masstart    | Éric Perrot            | 37.12,9 1 | Quentin Fillon Maillet | +9,1 3    | Sturla Holm Lægreid  | +11,5 2   | [ 22 ] |
| 4                                                                      | 13 december 2024 | Hochfilzen              | 10 km sprint      | Johannes Thingnes Bø   | 24.23,1 1 | Sturla Holm Lægreid    | +4,2 0    | Fabien Claude        | +6,8 0    | [ 23 ] |
| 5                                                                      | 14 december 2024 | Hochfilzen              | 12,5 km jaktstart | Johannes Thingnes Bø   | 32.16,5 2 | Émilien Jacquelin      | +3,5 1    | Sturla Holm Lægreid  | +3,8 1    | [ 24 ] |
| 6                                                                      | 19 december 2024 | Annecy–Le Grand-Bornand | 10 km sprint      | Martin Uldal           | 23.13,5 0 | Johannes Thingnes Bø   | +1,4 1    | Sebastian Samuelsson | +10,8 1   | [ 25 ] |
| 7                                                                      | 21 december 2024 | Annecy–Le Grand-Bornand | 12,5 km jaktstart | Johannes Thingnes Bø   | 31.25,4 1 | Éric Perrot            | +27,6 0   | Émilien Jacquelin    | +47,5 2   | [ 26 ] |
| 8                                                                      | 22 december 2024 | Annecy–Le Grand-Bornand | 15 km masstart    | Tarjei Bø              | 37.20,8 1 | Danilo Riethmüller     | +4,0 1    | Johannes Thingnes Bø | +9,7 3    | [ 27 ] |
|                                                                        |                  |                         |                   |                        |           |                        |           |                      |           |        |
| 9                                                                      | 10 januari 2025  | Oberhof                 | 10 km sprint      | Quentin Fillon Maillet | 23.36,2 0 | Fabien Claude          | +14,9 0   | Émilien Jacquelin    | +22,1 1   | [ 28 ] |
| 10                                                                     | 11 januari 2025  | Oberhof                 | 12,5 km jaktstart | Sturla Holm Lægreid    | 33.25,5 2 | Tarjei Bø              | +5,2 1    | Johannes Thingnes Bø | +19,7 3   | [ 29 ] |
| 11                                                                     | 15 januari 2025  | Ruhpolding              | 20 km distans     | Vebjørn Sørum          | 47.30,0 0 | Émilien Claude         | +52,1 0   | Andrejs Rastorgujevs | +56,8 1   | [ 30 ] |
| 12                                                                     | 19 januari 2025  | Ruhpolding              | 15 km masstart    | Tommaso Giacomel       | 36.21,8 0 | Sturla Holm Lægreid    | +6,3 1    | Johannes Thingnes Bø | +11,4 2   | [ 31 ] |
| 13                                                                     | 24 januari 2025  | Antholz                 | 10 km sprint      | Tarjei Bø              | 23.51,0 0 | Sturla Holm Lægreid    | +0,4 1    | Tommaso Giacomel     | +2,6 2    | [ 32 ] |
| 14                                                                     | 26 januari 2025  | Antholz                 | 12,5 km jaktstart | Sturla Holm Lægreid    | 29.53,0 0 | Tarjei Bø              | +18,9 1   | Tommaso Giacomel     | +24,0 2   | [ 33 ] |
|                                                                        |                  |                         |                   |                        |           |                        |           |                      |           |        |
| Världsmästerskapen i skidskytte 2025 – Lenzerheide 11–23 februari 2025 |                  |                         |                   |                        |           |                        |           |                      |           |        |
|                                                                        |                  |                         |                   |                        |           |                        |           |                      |           |        |
| 15                                                                     | 6 mars 2025      | Nové Město              | 10 km sprint      |                        |           |                        |           |                      |           |        |
| 16                                                                     | 8 mars 2025      | Nové Město              | 12,5 km jaktstart |                        |           |                        |           |                      |           |        |
| 17                                                                     | 14 mars 2025     | Pokljuka                | 20 km distans     |                        |           |                        |           |                      |           |        |
| 18                                                                     | 16 mars 2025     | Pokljuka                | 15 km masstart    |                        |           |                        |           |                      |           |        |
| 19                                                                     | 21 mars 2025     | Oslo                    | 10 km sprint      |                        |           |                        |           |                      |           |        |
| 20                                                                     | 22 mars 2025     | Oslo                    | 12,5 km jaktstart |                        |           |                        |           |                      |           |        |
| 21                                                                     | 23 mars 2025     | Oslo                    | 15 km masstart    |                        |           |                        |           |                      |           |        |

#### Lagtävlingar
| Nr | Datum            | Ort        | Disciplin          | 1:a plats                                                                       | 1:a plats       | 2:a plats                                                                           | 2:a plats      | 3:e plats                                                                 | 3:e plats      | Ref.   |  |
| -- | ---------------- | ---------- | ------------------ | ------------------------------------------------------------------------------- | --------------- | ----------------------------------------------------------------------------------- | -------------- | ------------------------------------------------------------------------- | -------------- | ------ |  |
|    |                  |            |                    |                                                                                 |                 |                                                                                     |                |                                                                           |                |        |  |
| 1  | 1 december 2024  | Kontiolax  | 4 x 7,5 km stafett | Frankrike Fabien Claude Quentin Fillon Maillet Éric Perrot Émilien Jacquelin    | 1:18.24,4 (0+2) | Norge Sturla Holm Lægreid Tarjei Bø Endre Strømsheim Johannes Thingnes Bø           | +25,8 (0+3)    | Sverige Viktor Brandt Jesper Nelin Martin Ponsiluoma Sebastian Samuelsson | +1.37,8 (0+10) | [ 34 ] |  |
| 2  | 15 december 2024 | Hochfilzen | 4 x 7,5 km stafett | Frankrike Fabien Claude Quentin Fillon Maillet Éric Perrot Émilien Jacquelin    | 1:16.13,7 (0+4) | Norge Sturla Holm Lægreid Tarjei Bø Johannes Thingnes Bø Vebjørn Sørum              | +1.05,7 (1+13) | Sverige Viktor Brandt Jesper Nelin Martin Ponsiluoma Sebastian Samuelsson | +1.31,8 (1+6)  | [ 35 ] |  |
| 3  | 17 januari 2025  | Ruhpolding | 4 x 7,5 km stafett | Frankrike Émilien Claude Fabien Claude Quentin Fillon Maillet Émilien Jacquelin | 1:08.45,4 (0+6) | Sverige Viktor Brandt Jesper Nelin Martin Ponsiluoma Sebastian Samuelsson           | +38,4 (0+10)   | Tyskland Justus Strelow Danilo Riethmüller Johannes Kühn Philipp Nawrath  | +58,8 (0+14)   | [ 36 ] |  |
| 4  | 25 januari 2025  | Antholz    | 4 x 7,5 km stafett | Frankrike Fabien Claude Quentin Fillon Maillet Éric Perrot Émilien Jacquelin    | 1:13.33,6 (0+4) | Norge Sturla Holm Lægreid Tarjei Bø Johannes Thingnes Bø Vetle Sjåstad Christiansen | +43,6 (0+12)   | Sverige Viktor Brandt Jesper Nelin Martin Ponsiluoma Sebastian Samuelsson | +44,0 (1+8)    | [ 37 ] |  |
| 5  | 9 mars 2025      | Nové Město | 4 x 7,5 km stafett |                                                                                 |                 |                                                                                     |                |                                                                           |                |        |  |

### Mixade lagtävlingar
| Nr | Datum            | Ort       | Disciplin                   | 1:a plats                                                                              | 1:a plats        | 2:a plats                                                                      | 2:a plats   | 3:e plats                                                                      | 3:e plats     | Ref.   |  |
| -- | ---------------- | --------- | --------------------------- | -------------------------------------------------------------------------------------- | ---------------- | ------------------------------------------------------------------------------ | ----------- | ------------------------------------------------------------------------------ | ------------- | ------ |  |
|    |                  |           |                             |                                                                                        |                  |                                                                                |             |                                                                                |               |        |  |
| 1  | 30 november 2024 | Kontiolax | 6 + 7,5 km singelmixstafett | Sverige Ella Halvarsson Sebastian Samuelsson                                           | 36.17,6 (0+4)    | Frankrike Julia Simon Quentin Fillon Maillet                                   | +10,2 (0+9) | Tyskland Vanessa Voigt Justus Strelow                                          | +10,2 (0+4)   | [ 38 ] |  |
| 2  | 30 november 2024 | Kontiolax | 4 x 6 km mixstafett         | Norge Karoline Knotten Ingrid Landmark Tandrevold Johannes Dale-Skjevdal Vebjørn Sørum | 1:09.59,6 (0+10) | Frankrike Lou Jeanmonnot Justine Braisaz-Bouchet Éric Perrot Émilien Jacquelin | +0,8 (0+4)  | Sverige Anna Magnusson Elvira Öberg Jesper Nelin Martin Ponsiluoma             | +21,5 (0+7)   | [ 39 ] |  |
| 3  | 12 januari 2025  | Oberhof   | 6 + 7,5 km singelmixstafett | Finland Tero Seppälä Suvi Minkkinen                                                    | 39.17,1 (0+5)    | Frankrike Quentin Fillon Maillet Paula Botet                                   | +5,8 (0+8)  | Tyskland Justus Strelow Selina Grotian                                         | +24,9 (0+11)  | [ 40 ] |  |
| 4  | 12 januari 2025  | Oberhof   | 4 x 6 km mixstafett         | Sverige Sebastian Samuelsson Martin Ponsiluoma Hanna Öberg Elvira Öberg                | 1:04.24,1 (2+10) | Frankrike Fabien Claude Éric Perrot Jeanne Richard Lou Jeanmonnot              | +12,8 (1+7) | Norge Sturla Holm Lægreid Tarjei Bø Ingrid Landmark Tandrevold Maren Kirkeeide | +1.11,4 (1+9) | [ 41 ] |  |
| 5  | 15 mars 2025     | Pokljuka  | 6 + 7,5 km singelmixstafett |                                                                                        |                  |                                                                                |             |                                                                                |               |        |  |
| 6  | 15 mars 2025     | Pokljuka  | 4 x 6 km mixstafett         |                                                                                        |                  |                                                                                |             |                                                                                |               |        |  |